# Maitland (New South Wales)
Maitland is een stad in de Australische deelstaat New South Wales. De stad is gesitueerd aan de rivier de Hunter en ligt op 30 kilometer afstand van Newcastle. Maitland is de hoofdstad van de LGA City of Maitland. De stad is in 1820 opgericht en telt ongeveer 61.000 inwoners.
Vanaf het midden van de negentiende eeuw vond er ten zuidwesten van Maitland grootschalige winning plaats van steenkool. De grootste voorraad van Australië werd daar in 1801 gevonden. Maitland werd vooral een handelscentrum. Door de afname van het belang van steenkool is de plaats minder belangrijk geworden. Ooit de op een na grootste stad van Australië, wordt Maitland nu gezien als een soort bijstad van Newcastle.
Door zijn ligging aan de Hunter heeft Maitland te maken gehad met vele overstromingen. De grootste overstroming vond plaats op 25 februari 1955 en kostte in Maitland 14 mensen het leven. Het was de eerste natuurramp in Australië die op televisie werd uitgezonden.

## Externe link

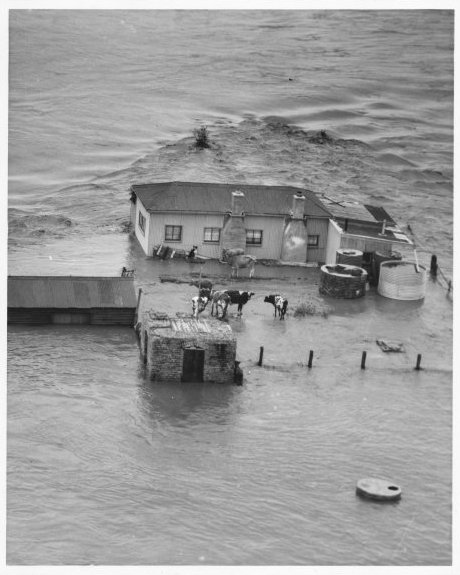
Overstroomde verlaten boerderij in de buurt van Maitland tijdens de overstromingen in februari 1955

## Geboren in Maitland
- Dave Power (1928-2014), atleet
- Brendan Sexton (1985), triatleet